# Thanakorn Phramdech
Thanakorn Phramdech (thailändisch ธนากร พรรัมเดช, * 7. Januar 1999) ist ein thailändischer Fußballspieler.

## Karriere
Thanakorn Phramdech erlernte das Fußballspielen in den Jugendmannschaften des Bangkok FC und Muangthong United. Ende 2019 unterschrieb er bei Muangthong seinen ersten Vertrag. Der Verein aus Pak Kret, einer nördlichen Vorstadt der Hauptstadt Bangkok, spielte in der höchsten Liga des Landes, der Thai League. Die Saison 2020 wurde er an den Drittligisten Ayutthaya FC nach Ayutthaya ausgeliehen. Bisher bestritt er ein Drittligaspiel. Nach der Ausleihe kehrte er am 1. Juni 2021 zu Muangthong zurück. Im August 2024 verließ er Muangthong und unterschrieb in Suphanburi einen Vertrag beim Zweitligisten Suphanburi FC. Am Ende der Saison 2024/25 musste er mit Suphanburi in die dritte Liga absteigen.